# KEEP ON STANDING!!
『KEEP ON STANDING』（キープオンスタンディング）は、日本のロックバンド・THE TON-UP MOTORSが2015年1月28日に発売したメジャーデビュー2枚目のアルバムである。

## 録音曲
1. 不死身のこころ
作詞・作曲・編曲：上杉周大
2. 働く男
作詞・作曲・編曲：上杉周大
3. 似た者同士
作詞・作曲・編曲：上杉周大
4. おかえり
作詞・作曲・編曲：上杉周大
5. DANCE DANCE DANCE
作詞・作曲・編曲：上杉周大
6. 俺の生活
作詞・作曲・編曲：上杉周大
7. さらば!怠け者
作詞・作曲・編曲：上杉周大
8. 星の記憶
作詞・作曲・編曲：上杉周大
9. 北海道ブギ
作詞・作曲・編曲：上杉周大
10. 人の価値は職業なんかじゃないぜ
作詞・作曲・編曲：上杉周大

## 初回限定盤
1. 北海道ブギ MV
2. 準備OK MV
3. 北海道ブギ179市町村ツアーversion